# 北海道庁
北海道庁（ほっかいどうちょう）は、地方公共団体である北海道の行政機関。首長は北海道知事。

## 歴史
- 1869年（明治2年） - 開拓使設置、蝦夷地を北海道と改称11国86郡を置く
- 1882年（明治15年） - 開拓使を廃止、札幌県・函館県・根室県の3県を設置
- 1886年（明治19年） - 3県1局を廃止し、北海道庁を設置
- 1888年（明治21年） - 北海道庁の本庁舎（現在の赤れんが庁舎）落成
- 1897年（明治30年） - 北海道区制、一級町村・二級町村制公布。郡役所を廃止し、19支庁を設置
- 1901年（明治34年） - 第1期北海道議会議員選挙（定数35人）
- 1904年（明治37年） - 屯田兵条例廃止
- 1923年（大正12年） - 戸長役場を全廃し、町村制を施行（市6、一級町村99、二級町村155）
- 1947年（昭和22年） - 普通地方公共団体として北海道を設置
- 1958年（昭和33年） - 北海道大博覧会開催
- 1968年（昭和43年） - 北海道百年記念祝典開催
- 1972年（昭和47年） - 第11回冬季オリンピック札幌大会開催。札幌市が政令指定都市に指定
- 2010年（平成22年） - 14支庁を9総合振興局・5振興局に改組

## 北海道の自治体組織（知事部局）

### 本庁
[表示]をクリックすると一覧を表示
- 北海道知事
  - 副知事
    - 総務部（総務課）
      - 行政局 （文書課（行政情報センター、文書館、道史編さん室）、学事課、法人団体課）
      - イノベーション推進局（行政マネジメント推進課、情報政策課、財産活用課）
      - 人事局 （人事課、職員厚生課、職員事務課）
      - 財政局 （財政課、税務課）
      - 危機対策局 （危機対策課（海溝型地震対策室、防災航空室）、原子力安全対策課）
      - 北方領土対策本部（北方領土対策課）

    - 総合政策部（総務課）
      - 知事室 （秘書課、広報広聴課、道政相談センター）
      - 政策局
      - 官民連携推進局
      - 計画局 （計画推進課、土地水対策課、統計課、科学技術振興課（産学官連携室））
      - 国際局 （国際課（パスポートセンター））
      - 地域創生局 （地域戦略課（地域創生推進室）、地域政策課）
      - 地域行政局 （市町村課）
      - 交通政策局 （交通企画課）
      - 航空港湾局（航空課）

    - 環境生活部（総務課）
      - 環境保全局 （環境政策課、循環型社会推進課）
      - 自然環境局 （自然環境課、野生動物対策課（ヒグマ対策室））
      - くらし安全局 （道民生活課（女性支援室）、消費生活課、地域安全課）
      - 文化局 （文化振興課（縄文世界遺産推進室））
      - スポーツ局 （スポーツ振興課）
      - アイヌ政策推進局 （アイヌ政策課）

    - 保健福祉部 （総務課）
      - 地域医療推進局 （地域医療課、医務薬務課）
      - 健康安全局 （地域保健課、国保医療課、食品衛生課）
      - 感染症対策局 （感染症対策課）
      - 福祉局 （地域福祉課、障がい者保健福祉課、高齢者保健福祉課）
      - 子ども政策局（子ども政策企画課、子ども家庭支援課）

    - 経済部（総務課）
      - 経済企画局 （経済企画課）
      - 食関連産業局 （食産業振興課）
      - 観光局 （観光振興課）
      - ゼロカーボン推進局 （ゼロカーボン戦略課）
      - ＧＸ推進局 （ＧＸ推進課）
      - ＡＩ・ＤＸ推進局 （ＤＸ推進課、次世代半導体戦略室）
      - 地域経済局 （中小企業課）
      - 産業振興局 （産業振興課）
      - 資源エネルギー局 （資源エネルギー課）
      - 労働政策局 （雇用労政課（働き方改革推進室）、産業人材課）

    - 農政部（農政課）
      - 競馬事業室
      - 食料安全保障推進局
      - 食の安全・みどりの農業推進局 （食品政策課（みどりの食料システム戦略室））
      - 生産振興局 （農産振興課、畜産振興課、技術普及課）
      - 農業経営局 （農業経営課、農地調整課）
      - 農村振興局 （農村設計課、事業調整課、農業施設管理課、農村計画課、農地整備課、農村整備課）

    - 水産林務部（総務課）
      - 水産局 （水産経営課、漁港漁場課、漁業管理課）
      - 林務局 （林業木材課、森林計画課、森林整備課、治山課）
      - 森林海洋環境局 （森林海洋環境課、道有林課、成長産業課）

    - 建設部（総務課）
      - 建設政策局 （建設政策課、維持管理防災課、建設管理課）
      - 土木局 （道路課、河川砂防課）
      - まちづくり局 （都市計画課、都市環境課）
      - 住宅局 （建築指導課、住宅課）
      - 建築局 （計画管理課、建築整備課）
      - 収用委員会事務局

  - 会計管理者
    - 出納局 （総務課（財務システム企画室）、財務指導課）
      - 会計管理室 （審査第一課、審査第二課、経理課、調達課）

  - 公営企業管理者
    - 企業局 （総務課、発電課（発電制御室）、工業用水道課）

  - 病院事業管理者
    - 北海道立病院局 （病院経営課（人材確保対策室）、経営改革課（指定管理室））

### 総合振興局・振興局
全道14分し、それぞれに総合振興局又は振興局を設置している。
[表示]をクリックすると一覧を表示
- 空知総合振興局（管轄市町村: 10市14町）
  - 総合振興局直轄 （総務課、課税課、納税課）
    - 深川道税事務所

  - 地域創生部 （地域政策課）
    - 危機対策室

  - 保健環境部 （社会福祉課（子ども子育て支援室）、環境生活課）
    - 保健行政室 （企画総務課、健康推進課、生活衛生課、試験検査課）
    - 滝川地域保健室 （企画総務課、健康推進課、生活衛生課）
    - 深川地域保健室 （企画総務課、健康推進課、生活衛生課）
    - 深川社会福祉事務出張所
    - 由仁地域保健支所

  - 産業振興部 （商工労働観光課、農務課、調整課、整備課、林務課）
    - 空知農業改良普及センター
      - 空知南東部支所
      - 空知南西部支所
      - 中空知支所
      - 北空知支所

    - 東部耕地出張所
    - 南部耕地出張所
    - 北部耕地出張所

  - 森林室 （管理課、普及課、森林整備課）
    - 砂川事務所

  - 札幌建設管理部
    - 建設行政室 （建設行政課、建設指導課、入札契約課）
    - 用地管理室 （用地課、維持管理課）
    - 事業室 （地域調整課、道路課、治水課、事業課（施設保全室））
    - 千歳出張所
    - 岩見沢出張所 （施設保全室）
    - 滝川出張所 （施設保全室）
    - 深川出張所
    - 当別出張所 （施設保全室）
    - 長沼出張所
    - 当別ダム建設事務所

  - 北海道岩見沢保健所 （企画総務課、健康推進課、生活衛生課、試験検査課）　*保健環境部に併置
    - 由仁支所　*保健環境部由仁地域保健支所に併置

  - 北海道滝川保健所 （企画総務課、健康推進課、生活衛生課）　*保健環境部滝川地域保健室に併置
  - 北海道深川保健所 （企画総務課、健康推進課、生活衛生課）　*保健環境部深川地域保健室に併置
  - 北海道空知家畜保健衛生所 （指導課、予防課、ＢＳＥ検査室）

- 石狩振興局（管轄市町村: 6市1町1村）
  - 振興局直轄 （総務課、課税課、納税課）
  - 地域創生部 （地域政策課）
    - 危機対策室

  - 保健環境部 （社会福祉課（子ども子育て支援室）、環境生活課）
    - 保健行政室 （企画総務課、健康推進課、生活衛生課）
    - 千歳地域保健室 （企画総務課、健康推進課、生活衛生課）
    - 石狩地域保健支所

  - 産業振興部 （商工労働観光課、農務課、調整課、整備課、林務課、水産課、建設指導課）
    - 石狩農業改良普及センター
      - 石狩北部支所

    - 石狩地区水産技術普及指導所

  - 森林室 （道民の森課、普及課）
  - 北海道江別保健所 （企画総務課、健康推進課、生活衛生課）　*保健環境部に併置
    - 石狩支所 　*保健環境部石狩地域保健支所に併置

  - 北海道千歳保健所 （企画総務課、健康推進課、生活衛生課）　*保健環境部千歳地域保健室に併置
  - 北海道石狩家畜保健衛生所 （指導課、予防課、病性鑑定課）

- 後志総合振興局（管轄市町村: 1市13町6村）
  - 総合振興局直轄 （総務課、税務課）
    - 小樽道税事務所 （課税課、納税課）

  - 地域創生部 （地域政策課（新幹線推進室））
    - 危機対策室

  - 保健環境部 （社会福祉課（子ども子育て支援室）、環境生活課）
    - 保健行政室 （企画総務課、健康推進課、生活衛生課、試験検査課）
    - 岩内地域保健室 （企画総務課、健康推進課、生活衛生課）
    - 余市社会福祉事務出張所
    - 寿都社会福祉事務出張所
    - 余市地域保健支所

  - 産業振興部 （商工労働観光課、農務課、農村振興課、林務課、水産課）
    - 後志農業改良普及センター
      - 北後志支所

    - 小樽商工労働事務所
    - 後志地区水産技術普及指導所
      - 岩内支所

  - 森林室 （管理課、普及課、森林整備課）
  - 小樽建設管理部
    - 建設行政室 （建設行政課、建設指導課、入札契約課）
    - 用地管理室 （用地課、維持管理課）
    - 事業室 （地域調整課、道路課、治水課、事業課（施設保全室））
    - 蘭越出張所
    - 余市出張所 （施設保全室）
    - 共和出張所 （施設保全室）
    - 真狩出張所 （施設保全室）

  - 北海道倶知安保健所 （企画総務課、健康推進課、生活衛生課、試験検査課）　*保健環境部に併置
    - 余市支所　*保健環境部余市地域保健支所に併置

  - 北海道岩内保健所 （企画総務課、健康推進課、生活衛生課）　*保健環境部岩内地域保健室に併置
  - 北海道後志家畜保健衛生所

- 胆振総合振興局（管轄市町村: 4市7町）
  - 総合振興局直轄 （総務課、課税課、納税課）
    - 苫小牧道税事務所 （課税課、納税課）

  - 地域創生部 （地域政策課）
    - 危機対策室

  - 保健環境部 （社会福祉課（子ども子育て支援室）、環境生活課）
    - 保健行政室 （企画総務課、健康推進課、生活衛生課、試験検査課）
    - 苫小牧地域保健室 （企画総務課、健康推進課、生活衛生課）

  - 産業振興部 （商工労働観光課、農務課、農村振興課、林務課、水産課）
    - 胆振農業改良普及センター
      - 東胆振支所

    - 胆振地区水産技術普及指導所

  - 森林室 （管理課、普及課、森林整備課）
    - 豊浦事務所

  - 室蘭建設管理部
    - 建設行政室 （建設行政課、建設指導課、入札契約課）
    - 用地管理室 （用地課、維持管理課）
    - 事業室 （地域調整課、道路課、治水課）
    - 苫小牧出張所 （施設保全室）
    - 洞爺出張所 （施設保全室）
    - 登別出張所 （施設保全室）
    - 門別出張所 （施設保全室）
    - 浦河出張所 （施設保全室）
    - ダム建設事務所 （厚真）

  - 北海道室蘭保健所 （企画総務課、健康推進課、生活衛生課、試験検査課）　*保健環境部に併置
  - 北海道苫小牧保健所 （企画総務課、健康推進課、生活衛生課、試験検査課）　*保健環境部苫小牧地域保健室に併置
  - 北海道胆振家畜保健衛生所 （指導課、予防課）
  - 北海道早来食肉衛生検査所 （指導課、食肉検査課）

- 日高振興局（管轄市町村: 7町）
  - 振興局直轄 （総務課、税務課）
  - 地域創生部 （地域政策課）
    - 危機対策室

  - 保健環境部 （社会福祉課（子ども子育て支援室）、環境生活課）
    - 保健行政室 （企画総務課、健康推進課、生活衛生課）
    - 静内地域保健室 （企画総務課、健康推進課、生活衛生課）

  - 産業振興部 （商工労働観光課、農務課、農村振興課、林務課、水産課、建設指導課）
    - 日高農業改良普及センター
      - 日高西部支所

    - 日高地区水産技術普及指導所
      - 静内支所

  - 森林室 （管理課、普及課、森林整備課）
    - 平取事務所

  - 北海道浦河保健所 （企画総務課、健康推進課、生活衛生課）　*保健環境部に併置
  - 北海道静内保健所 （企画総務課、健康推進課、生活衛生課）　*保健環境部静内地域保健室に併置
  - 北海道日高家畜保健衛生所 （指導課、予防課）
  - 北海道日高食肉衛生検査所

- 渡島総合振興局（管轄市町村: 2市9町）
  - 総合振興局直轄 （総務課、課税課、納税課）
  - 地域創生部 （地域政策課（新幹線推進室））
    - 危機対策室

  - 保健環境部 （社会福祉課（子ども子育て支援室）、環境生活課）
    - 保健行政室 （企画総務課、健康推進課、生活衛生課、試験検査課）
    - 八雲地域保健室 （企画総務課、健康推進課、生活衛生課）
    - 松前社会福祉事務出張所
    - 木古内地域保健支所
    - 森地域保健支所
    - 今金地域保健支所

  - 産業振興部 （商工労働観光課、農務課、農村振興課、林務課、水産課）
    - 渡島農業改良普及センター
      - 渡島北部支所

    - 渡島地区水産技術普及指導所
      - 松前支所

    - 渡島北部地区水産技術普及指導所

  - 東部森林室 （管理課、普及課、森林整備課）
  - 西部森林室 （管理課、普及課、森林整備課）
  - 函館建設管理部
    - 建設行政室 （建設行政課、建設指導課、入札契約課）
    - 用地管理室 （用地課、維持管理課）
    - 事業室 （地域調整課、道路課、治水課、事業課（施設保全室））
    - 松前出張所
    - 八雲出張所
    - 江差出張所 （施設保全室）
    - 奥尻出張所 （施設保全室）
    - 今金出張所

  - 北海道渡島保健所 （企画総務課、健康推進課、生活衛生課、試験検査課）　*保健環境部に併置
    - 木古内支所　*保健環境部木古内地域保健支所に併置
    - 森支所　*保健環境部森地域保健支所に併置

  - 北海道八雲保健所 （企画総務課、健康推進課、生活衛生課）　*保健環境部八雲地域保健室に併置
    - 今金支所　*保健環境部今金地域保健支所に併置

  - 北海道渡島家畜保健衛生所 （ＢＳＥ検査室）
  - 北海道八雲食肉衛生検査所 （指導課、食肉検査課）

- 檜山振興局（管轄市町村: 7町）
  - 振興局直轄 （総務課、税務課）
  - 地域創生部 （地域政策課）
    - 危機対策室

  - 保健環境部 （社会福祉課（子ども子育て支援室）、環境生活課）
    - 保健行政室 （企画総務課、健康推進課、生活衛生課）
    - 北檜山社会福祉事務出張所

  - 産業振興部 （商工労働観光課、農務課、農村振興課、林務課、水産課、建設指導課）
    - 檜山農業改良普及センター
      - 檜山北部支所

    - 檜山地区水産技術普及指導所
      - 奥尻支所
      - せたな支所

  - 森林室
    - 北檜山事務所

  - 北海道江差保健所 （企画総務課、健康推進課、生活衛生課）　*保健環境部に併置
  - 北海道檜山家畜保健衛生所

- 上川総合振興局（管轄市町村: 4市17町2村）
  - 総合振興局直轄 （総務課、課税課、納税課）
    - 名寄道税事務所

  - 地域創生部 （地域政策課）
    - 危機対策室

  - 保健環境部 （社会福祉課（子ども子育て支援室）、環境生活課）
    - 保健行政室 （企画総務課、健康推進課、生活衛生課、試験検査課）
    - 名寄地域保健室 （企画総務課、健康推進課、生活衛生課）
    - 富良野地域保健室 （企画総務課、健康推進課、生活衛生課）
    - 名寄社会福祉事務出張所

  - 産業振興部 （商工労働観光課、農務課、調整課、整備課（上川中部整備室）、林務課）
    - 上川農業改良普及センター
      - 富良野支所
      - 大雪支所
      - 士別支所
      - 名寄支所
      - 上川北部支所

    - 南部耕地出張所
    - 北部耕地出張所

  - 南部森林室 （管理課、普及課、森林整備課）
    - 富良野事務所

  - 北部森林室 （管理課、普及課、森林整備課）
  - 旭川建設管理部
    - 建設行政室 （建設行政課、建設指導課、入札契約課）
    - 用地管理室 （用地課、維持管理課）
    - 事業室 （地域調整課、道路課、治水課、事業課（施設保全室））
    - 士別出張所 （施設保全室）
    - 富良野出張所 （施設保全室）
    - 美深出張所 （施設保全室）

  - 北海道上川保健所 （企画総務課、健康推進課、生活衛生課、試験検査課）　*保健環境部に併置
  - 北海道名寄保健所 （企画総務課、健康推進課、生活衛生課）　*保健環境部名寄地域保健室に併置
  - 北海道富良野保健所 （企画総務課、健康推進課、生活衛生課）　*保健環境部富良野地域保健室に併置
  - 北海道上川家畜保健衛生所 （指導課、予防課、病性鑑定課）
  - 北海道富良野食肉衛生検査所 （指導課、食肉検査課）

- 留萌振興局（管轄市町村: 1市6町1村）
  - 振興局直轄 （総務課、税務課）
  - 地域創生部 （地域政策課）
    - 危機対策室

  - 保健環境部 （社会福祉課（子ども子育て支援室）、環境生活課）
    - 保健行政室 （企画総務課、健康推進課、生活衛生課）
    - 天塩社会福祉事務出張所
    - 天塩地域保健支所

  - 産業振興部 （商工労働観光課、農務課、農村振興課、林務課、水産課）
    - 留萌農業改良普及センター
      - 南留萌支所
      - 北留萌支所

    - 留萌地区水産技術普及指導所
      - 留萌南部支所

  - 森林室 （管理課、普及課、森林整備課）
    - 天塩事務所

  - 留萌建設管理部
    - 建設行政室 （建設行政課、建設指導課、入札契約課）
    - 用地管理室 （用地課、維持管理課）
    - 事業室 （地域調整課、道路課、治水課、事業課（施設保全室））
    - 羽幌出張所 （施設保全室）
    - 遠別出張所

  - 北海道留萌保健所 （企画総務課、健康推進課、生活衛生課）　*保健環境部に併置
    - 天塩支所　*保健環境部天塩地域保健支所に併置

  - 北海道留萌家畜保健衛生所（ＢＳＥ検査室）

- 宗谷総合振興局（管轄市町村: 1市8町1村）
  - 総合振興局直轄 （総務課、税務課）
  - 地域創生部 （地域政策課）
    - 危機対策室

  - 保健環境部 （社会福祉課（子ども子育て支援室）、環境生活課）
    - 保健行政室 （企画総務課、健康推進課、生活衛生課、試験検査課）
    - 鷲泊社会福祉事務出張所
    - 浜頓別地域保健支所
    - 利尻地域保健支所

  - 産業振興部 （商工労働観光課、農務課、農村振興課、林務課、水産課）
    - 宗谷農業改良普及センター
      - 宗谷北部支所

    - 宗谷地区水産技術普及指導所
      - 枝幸支所
      - 礼文支所
      - 利尻支所

  - 森林室
  - 稚内建設管理部
    - 建設行政室 （建設行政課、建設指導課、入札契約課）
    - 用地管理室 （用地課、維持管理課）
    - 事業室 （地域調整課、道路課、治水課、事業課（施設保全室））
    - 歌登出張所
    - 礼文出張所 （施設保全室）
    - 利尻出張所 （施設保全室）

  - 北海道稚内保健所 （企画総務課、健康推進課、生活衛生課、試験検査課）　*保健環境部に併置
    - 浜頓別支所　*保健環境部浜頓別地域保健支所に併置
    - 利尻支所　*保健環境部利尻地域保健支所に併置

  - 北海道宗谷家畜保健衛生所 （指導課、予防課）

- オホーツク総合振興局（管轄市町村: 3市15町1村）
  - 総合振興局直轄 （総務課、課税課、納税課）
    - 北見道税事務所
    - 紋別道税事務所

  - 地域創生部 （地域政策課）
    - 危機対策室

  - 保健環境部 （社会福祉課（子ども子育て支援室）、環境生活課）
    - 保健行政室 （企画総務課、健康推進課、生活衛生課）
    - 北見地域保健室 （企画総務課、健康推進課、生活衛生課、試験検査課、食肉検査課）
    - 紋別地域保健室 （企画総務課、健康推進課、生活衛生課）
    - 紋別社会福祉事務出張所
    - 遠軽社会福祉事務出張所
    - 遠軽地域保健支所

  - 産業振興部 （商工労働観光課（観光室）、農務課、調整課、整備課、林務課、水産課）
    - 網走農業改良普及センター
      - 清里支所
      - 網走支所
      - 美幌支所
      - 遠軽支所
      - 紋別支所

    - 東部耕地出張所
    - 中部耕地出張所
    - 西部耕地出張所
    - 網走西部地区水産技術普及指導所
    - 網走東部地区水産技術普及指導所

  - 東部森林室 （管理課、普及課、森林整備課）
  - 西部森林室 （管理課、普及課、森林整備課）
    - 遠軽事務所

  - 網走建設管理部
    - 建設行政室 （建設行政課、建設指導課、入札契約課）
    - 用地管理室 （用地課、維持管理課）
    - 事業室 （地域調整課、道路課、治水課、事業課（施設保全室））
    - 北見出張所 （施設保全室）
    - 紋別出張所 （施設保全室）
    - 斜里出張所
    - 遠軽出張所 （施設保全室）
    - 興部出張所
    - 女満別空港管理事務所
    - オホーツク紋別空港管理事務所

  - 北海道北見保健所 （企画総務課、健康推進課、生活衛生課、試験検査課、食肉検査課）　*保健環境部北見地域保健室に併置
  - 北海道網走保健所 （企画総務課、健康推進課、生活衛生課）　*保健環境部に併置
  - 北海道紋別保健所 （企画総務課、健康推進課、生活衛生課）　*保健環境部紋別地域保健室に併置
    - 遠軽支所　*保健環境部遠軽地域保健支所に併置

  - 北海道網走家畜保健衛生所 （指導課、予防課、病性鑑定課、ＢＳＥ検査室）
  - 北海道東藻琴食肉衛生検査所 （指導課、食肉検査課）

- 十勝総合振興局（管轄市町村: 1市16町2村）
  - 総合振興局直轄 （総務課、課税課、納税課）
  - 地域創生部 （地域政策課）
    - 危機対策室

  - 保健環境部 （社会福祉課（子ども子育て支援室）、環境生活課）
    - 保健行政室 （企画総務課、健康推進課、生活衛生課、試験検査課）
    - 新得地域保健支所
    - 広尾地域保健支所
    - 本別地域保健支所

  - 産業振興部 （商工労働観光課、農務課、調整課、整備課、林務課、水産課）
    - 十勝農業改良普及センター
      - 十勝東部支所
      - 十勝東北部支所
      - 十勝北部支所
      - 十勝西部支所
      - 十勝南部支所

    - 南部耕地出張所
    - 北部耕地出張所
    - 東部耕地出張所
    - 十勝地区水産技術普及指導所

  - 森林室 （管理課、普及課、森林整備課）
    - 足寄事務所
    - 大樹事務所

  - 帯広建設管理部
    - 建設行政室 （建設行政課、建設指導課、入札契約課）
    - 用地管理室 （用地課、維持管理課）
    - 事業室 （地域調整課、道路課、治水課、事業課（施設保全室））
    - 鹿追出張所
    - 大樹出張所 （施設保全室）
    - 足寄出張所
    - 浦幌出張所 （施設保全室）

  - 北海道帯広保健所 （企画総務課、健康推進課、生活衛生課、試験検査課）　*保健環境部に併置
    - 新得支所　*保健環境部新得地域保健支所に併置
    - 広尾支所　*保健環境部広尾地域保健支所に併置
    - 本別支所　*保健環境部本別地域保健支所に併置

  - 北海道十勝家畜保健衛生所 （指導課、予防課、病性鑑定課、東部ＢＳＥ検査室、西部ＢＳＥ検査室）
  - 北海道帯広食肉衛生検査所 （指導課、食肉検査課、輸出食肉対策室）

- 釧路総合振興局（管轄市町村: 1市6町1村）
  - 総合振興局直轄 （総務課、課税課、納税課）
  - 地域創生部 （地域政策課）
    - 危機対策室

  - 保健環境部 （社会福祉課（子ども子育て支援室）、環境生活課）
    - 保健行政室 （企画総務課、健康推進課、生活衛生課、試験検査課）
    - 標茶地域保健支所

  - 産業振興部 （商工労働観光課、農務課、農村振興課、林務課、水産課）
    - 釧路農業改良普及センター
      - 釧路東部支所
      - 釧路中西部支所

    - 釧路地区水産技術普及指導所

  - 森林室 （管理課、普及課、森林整備課）
    - 音別事務所

  - 釧路建設管理部
    - 建設行政室 （建設行政課、建設指導課、入札契約課）
    - 用地管理室 （用地課、維持管理課）
    - 事業室 （地域調整課、道路課、治水課、事業課（施設保全室））
    - 厚岸出張所 （施設保全室）
    - 根室出張所
    - 弟子屈出張所
    - 中標津出張所 （施設保全室）
    - 中標津空港管理事務所

  - 北海道釧路保健所 （企画総務課、健康推進課、生活衛生課、試験検査課）　*保健環境部に併置
    - 標茶支所　*保健環境部標茶地域保健支所に併置

  - 北海道釧路家畜保健衛生所 （指導課、予防課）

- 根室振興局（管轄市町村: 1市4町）
  - 振興局直轄 （総務課、税務課）
  - 地域創生部 （地域政策課、北方領土対策課）
    - 危機対策室

  - 保健環境部 （社会福祉課（子ども子育て支援室）、環境生活課）
    - 保健行政室 （企画総務課、健康推進課、生活衛生課）
    - 中標津地域保健室 （企画総務課、健康推進課、生活衛生課）
    - 中標津社会福祉事務出張所

  - 産業振興部 （商工労働観光課、農務課、農村振興課、林務課、水産課、建設指導課）
    - 根室農業改良普及センター
      - 北根室支所

    - 根室地区水産技術普及指導所
      - 標津支所

  - 森林室
  - 北海道根室保健所 （企画総務課、健康推進課、生活衛生課）　*保健環境部に併置
  - 北海道中標津保健所 （企画総務課、健康推進課、生活衛生課）　*保健環境部中標津地域保健室に併置
  - 北海道根室家畜保健衛生所 （指導課、予防課、ＢＳＥ検査室）

### 出先機関
[表示]をクリックすると一覧を表示
- 北海道東京事務所 （行政課、観光・企業誘致課）
  - 支所 （大阪、名古屋）
- 北海道札幌道税事務所
  - 税務管理部 （課税第一課、課税第二課、納税課）
  - 自動車税部 （自動車税課税課、自動車税納税課）
- 北海道消防学校 （総務課、教務課）
- 北海道原子力環境センター （総務課、監視課、分析課）
- 北海道北方領土対策根室地域本部
- 北海道サハリン事務所
- 北海道ＡＳＥＡＮ事務所
- 北海道立動物愛護センター
- 北海道博物館
  - 総務部
  - 学芸部
  - 研究部
  - 事業部
  - 北海道研究センター
  - 博物館研究センター
  - アイヌ民族文化研究センター
- 北海道立衛生研究所 （企画総務部、生活化学部、食品科学部、感染症センター（感染症部））
- 北海道立阿寒湖畔診療所
- 北海道立ウトロ診療所
- 北海道立白滝診療所
- 北海道立庶野診療所
- 北海道立天売診療所
- 北海道立焼尻診療所
- 北海道立香深診療所
- 北海道立鬼脇診療所
- 北海道立旭川高等看護学院
- 北海道立紋別高等看護学院
- 北海道立江差高等看護学院
- 北海道立心身障害者総合相談所 （相談判定課、医務課）
  - 支所 （空知、石狩、後志、胆振、日高、渡島、檜山、上川、留萌、宗谷、網走、十勝、釧路、根室）
- 北海道立精神保健福祉センター （総務審査課、地域支援相談課）
- 北海道立旭川子ども総合療育センター （庶務課、医療課、リハビリテーション課、地域連携室）
- 北海道立向陽学院 （庶務課、自立支援課）
- 北海道立大沼学園 （庶務課、自立支援課）
- 北海道中央児童相談所 （地域支援課、子ども支援課、一時保護課）
- 北海道旭川児童相談所 （地域支援課、子ども支援課、一時保護課）
  - 分室 （稚内）
- 北海道帯広児童相談所 （地域支援課、子ども支援課、一時保護課）
- 北海道釧路児童相談所 （地域支援課、子ども支援課、一時保護課）
- 北海道函館児童相談所 （地域支援課、子ども支援課、一時保護課）
- 北海道北見児童相談所 （地域支援課、子ども支援課、一時保護課）
- 北海道岩見沢児童相談所 （地域支援課、子ども支援課、一時保護課）
- 北海道室蘭児童相談所 （地域支援課、子ども支援課、一時保護課）
- 北海道立女性相談支援センター （総務課、相談支援課）
- 北海道計量検定所
  - 支所 （函館、旭川、釧路、北見）
- 北海道ASEAN事務所
- 北海道空知中小企業労働相談所（空知総合振興局に附置）
- 北海道石狩中小企業労働相談所（石狩振興局に附置）
- 北海道後志中小企業労働相談所（後志総合振興局に附置）
- 北海道胆振中小企業労働相談所（胆振総合振興局に附置）
- 北海道日高中小企業労働相談所（日高振興局に附置）
- 北海道渡島中小企業労働相談所（渡島総合振興局に附置）
- 北海道檜山中小企業労働相談所（檜山振興局に附置）
- 北海道上川中小企業労働相談所（上川総合振興局に附置）
- 北海道留萌中小企業労働相談所（留萌振興局に附置）
- 北海道宗谷中小企業労働相談所（宗谷総合振興局に附置）
- 北海道網走中小企業労働相談所（オホーツク総合振興局に附置）
- 北海道十勝中小企業労働相談所（十勝総合振興局に附置）
- 北海道釧路中小企業労働相談所（釧路総合振興局に附置）
- 北海道根室中小企業労働相談所（根室振興局に附置）
- 北海道立札幌高等技術専門学院 （訓練管理課（能力開発総合センター））
- 北海道立函館高等技術専門学院 （訓練管理課（能力開発総合センター））
- 北海道立旭川高等技術専門学院 （訓練管理課（能力開発総合センター））
  - 分校 （稚内）
- 北海道立北見高等技術専門学院 （訓練管理課（能力開発総合センター））
- 北海道立室蘭高等技術専門学院 （訓練管理課（能力開発総合センター））
- 北海道立苫小牧高等技術専門学院 （訓練管理課（能力開発総合センター））
- 北海道立帯広高等技術専門学院 （訓練管理課（能力開発総合センター））
- 北海道立釧路高等技術専門学院 （訓練管理課（能力開発総合センター））
- 北海道障害者職業能力開発校 （庶務課、訓練第一課、訓練第二課）
- 北海道立農業大学校
  - 総務部 （総務課）
  - 教務部 （教務課）
- 北海道病害虫防除所
- 北海道立漁業研修所 （総務研修課）
- 北海道立北の森づくり専門学院 （総務課、教務課）
- 鷹泊発電管理事務所
- 夕張川発電管理事務所
- 室蘭地区工業用水道管理事務所
- 苫小牧地区工業用水道管理事務所
- 石狩湾新港地域工業用水道管理事務所
- 北海道立江差病院 （総務課、地域連携室、医療安全推進室、診療部）
- 北海道立羽幌病院 （総務課、地域連携室、医療安全推進室）
- 北海道立緑ヶ丘病院 （総務課、地域連携室、医療安全推進室）
- 北海道立向陽ヶ丘病院 （総務課、地域連携室、医療安全推進室、認知症疾患医療センター）
- 北海道立子ども総合医療・療育センター （企画総務課、内科部、外科部、検査部、手術・集中治療部、放射線部、薬剤部、総合発達支援センター、リハビリ・栄養部、リハビリテーション課、特定機能周産期母子医療センター、循環器病センター、地域連携室（地域連携課）、医療安全推進室、看護部）

## 行政委員会
[表示]をクリックすると一覧を表示
- 北海道教育委員会
  - 北海道教育庁

- 北海道公安委員会（北海道函館方面公安委員会、北海道旭川方面公安委員会、北海道釧路方面公安委員会、北海道北見方面公安委員会）
  - 北海道警察本部
  - 北海道警察函館方面本部
  - 北海道警察旭川方面本部
  - 北海道警察釧路方面本部
  - 北海道警察北見方面本部

- 選挙管理委員会
  - 事務局
- 人事委員会
  - 事務局 （総務審査課、任用課、給与課）
- 監査委員
  - 事務局 （定期監査室（監査第一課、監査第二課、監査第三課、監査第四課）、総括監査課、技術監査課）
- 労働委員会
  - 事務局 （総務審査課、調整課）
- 収用委員会
- 連合海区漁業調整委員会
- 海区漁業調整委員会
  - 石狩・後志海区漁業調整委員会
  - 檜山海区漁業調整委員会
  - 渡島海区漁業調整委員会
  - 胆振海区漁業調整委員会
  - 日高海区漁業調整委員会
  - 釧路・十勝海区漁業調整委員会
  - 根室海区漁業調整委員会
  - 網走海区漁業調整委員会
  - 宗谷海区漁業調整委員会
  - 留萌海区漁業調整委員会
- 内水面漁場管理委員会

## 議会
- 議会事務局 （総務課、議事課、政策調査課、秘書室）

## 不祥事
- 北海道庁でパソコンソフト約4700本が違法コピーして使われていたことが2009年11月14日に発覚。マイクロソフト社に対してライセンス（許可）料約1億4000万円を支払うなどで合意。
- 北海道庁から接続のIPユーザーがWikipediaの項目に、高橋はるみ道知事を賛美する記述をした上、チマチョゴリ切り裂き事件を「朝鮮総連による自作自演劇」と書き換えたことが、WikiScannerによって明らかになった。
- 北海道庁爆破事件 - 1976年に発生したテロ事件

### 議会
- 北海道議会

### 地方独立行政法人
- 北海道公立大学法人札幌医科大学
- 地方独立行政法人北海道立総合研究機構

### 関与団体（外郭団体）
- 北海道の関与団体の一覧

### その他
- 北海道
- 北海道庁舎
- はまなす債
- タンチョウ債
- ドーチョくん